# Стонтон (Иллинойс)
Стонтон — второй по величине город в округе Макупин, штат Иллинойс, США. По данным переписи 2020 года, население составляет 5054 человека.

## История

### Этимология названия
Мужчина по имени Стэнтон купил землю в этом районе, а потом решил переехать и отдал землю деревне для строительства площади. На встрече, посвященной открытию почтового отделения, кто-то предложил назвать деревню "Стэнтон", в честь мистера Стэнтона. Предложение было принято, и заявление об открытии почтового отделения в Стэнтоне было отправлено в Вашингтон, округ Колумбия. В результате ошибки служащего название деревни было записано неверно. Грант вернулся с названием, написанным S-t-a-u-n-t-o-n, что является названием города в долине Шенандоа в Вирджинии. Стонтон, штат Вирджиния, произносился и до сих пор произносится как «Стэнтон». И так было в Стонтоне, штат Иллинойс, на протяжении многих лет. Некоторые говорят, что здешние люди начали говорить "Стонтон", как мы сегодня, только после того, как их горла были настолько набиты угольной грязью, что они больше не могли произносить "Стэнтон".

### Хронология освоения
1817: в этот район прибывает Джон Вуд (кузнец из Вирджинии).
1820: Ричард Чепмен строит первую мельницу в Стонтоне (экономит поездки в Сент-Луис).
1825: Построено первое школьное здание (Уильям Уилкокс преподавал за 2 доллара за ученика).
1831: Стивен Хикс открывает первый универсальный магазин.
1835: Дэвид Хендершот закладывает первый участок деревни.
1835: Люк Кунс становится первым врачом в Стонтоне.
1837: Первое почтовое отделение (Уильям Боннер — первый почтмейстер), открытие которого привлекло людей и торговлю. Стонтон превращается из простого фермерского сообщества в сообщество, основанное на торговле.
1859: Стонтон становится присоединенной деревней (ранее не включённая с 1830 г.).
1870: Прибытие железной дороги (резкие изменения в обществе и нации).
1873: Построена Королевская фабрика по производству драгоценных камней.
1878: Начало публикации Staunton Star-Times.
1891: Стонтон становится городом после того, как в 1890 году его население достигло 2209 человек (достаточно, чтобы подать заявку на статус «Город»).
Ф. Э. Годфри — первый мэр.
Начало 1900-х: Стонтон начинает выглядеть так, как мы знаем сегодня. Стонтон продолжал расти в XX веке. Многие здания, составляющие нынешний центр города Стонтон, были построены на рубеже XX века.
1904: Illinois Traction System проходит через Стонтон.
1910: Население Стонтона достигает 5049 человек (самый большой город в округе Макупен в то время). Объявление о недвижимости, взятое из Staunton Star-Times от 14 октября 1907 года, призывает граждан как можно скорее покупать землю, поскольку «Стонтон станет городом с населением 15 000 человек через пять лет, а каждый участок в McKinley Addition удвоится или утроится через ценность»
1913: Основана публичная библиотека Стонтона (первым библиотекарем была Бесс Кирквуд).
1918: Стонтон переживает два дня самосуда толпы, в результате чего двое мужчин были измазаны смолой и перьями, а сотни вынуждены целовать американский флаг и подписывать клятвы верности.
1922: Основан загородный клуб Стонтона.
1923: Создана Добровольная пожарная служба Стонтона.
1923: Футбольная команда Стонтона идет со счетом 10: 0 (включая рекордную победу штата над будущим соперником Гиллеспи со счетом 233: 0 после половины игры).
1925: построена общественная средняя школа Стонтона.
1925: Население Стонтона (неофициально) достигает 6600 человек (рекордный максимум).
1927: Озеро Стонтон (известное местными жителями как «Реззи») построено за 230 000 долларов.
1946: Организована общественная мемориальная больничная ассоциация (здание освящено в 1951 году).
1956: Illinois Traction System запускает свой последний пассажирский поезд через Стонтон.
1956: Межштатная автомагистраль 55 построена через Стонтон (привела к упадку трассы 66).
1959: Стонтон празднует столетие регистрации Village.
1971: Построен городской комплекс (библиотека, городская клерк, полицейский участок).
1991: Стонтон празднует столетие Городской хартии (менее щедрое, чем празднование 1959 года).
1993: Стонтон выигрывает баскетбольный титул IHSA Class A.
2004: Школы Ливингстона присоединены к школьному округу Стонтона.
2013: Стонтон получает второе место в классе 2A IHSA по футболу после поражения со счетом 40-13 на стадионе Husky University Северного Иллинойса от католической средней школы Comets of Sterling Newman. «Бульдоги» преодолели Фэрфилда, Карли, соперника Гиллеспи (который победил их в регулярном сезоне) и Оберна в их исторической серии плей-офф, прежде чем уступить четырёхкратному чемпиону штата Кометс.

### Этническое происхождение поселенцев
В основном выходцы из Германии в середине 1800-х годов (первая немецкая семья прибыла в 1846 году).
Ирландская иммиграция в 1870-е годы.
Итальянская иммиграция в начале 1900-х годов.